# Обязательное страхование
Обязательное страхование — форма страхования, при которой страховые отношения между страховщиком и страхователем возникают в силу закона. Для обязательных видов государство законодательно или нормативными актами устанавливает правила страхования, страховые суммы и тарифы, объекты страхования, определяет круг страхователей, застрахованных и выгодоприобретателей.
Официальная классификация видов страхования в России проводит различие между обязательными и добровольными видами страхования. К обязательным видам Минфин России и Банк России относят только те виды страхования, которые в статус обязательного введены федеральными законами о страховании и приравненными к ним нормативными актами. Поэтому страховщики представляют отчетность по 6 видам обязательного страхования:
- личному страхованию пассажиров (туристов, экскурсантов)[2]
- государственному страхованию работников налоговых органов[3]
- государственному страхованию жизни и здоровья военнослужащих и приравненных к ним в обязательном государственном страховании лиц[4]
- страхованию гражданской ответственности владельцев транспортных средств[5]
- страхованию гражданской ответственности перевозчика перед пассажиром воздушного судна[6]
- обязательноe страхование гражданской ответственности владельца опасного объекта (ОПО)[7].

Существует также целый ряд видов «вменённого» страхования, для которых правила страхования и страховые тарифы не установлены законом, однако наличие страхового полиса необходимо для проведения той или иной деятельности или для получения тех или иных благ и льгот. К такому вменённому страхованию относится страхование ответственности туроператоров перед туристами, застройщиков перед дольщиками, страхование профессиональной ответственности нотариусов и многие другие виды страхования.
Обязательное страхование в соответствии с п.2 ст.927 Гражданского кодекса РФ осуществляется путём заключения договоров в соответствии с правилами, установленными гл.48 ГК РФ. Оно осуществляется путём заключения договора обязательного страхования лицом, на которое федеральным законом о виде обязательного страхования возложена обязанность страховать жизнь, здоровье и имущество определенных в законе категорий граждан, а также имущество юридических лиц, свою гражданскую ответственность за причинение вреда жизни, здоровью, имуществу третьих лиц или ответственность за нарушение договорных обязательств, со страховщиком, имеющим лицензию на проведение соответствующего вида обязательного страхования.
Обязательное страхование связано с рисками, затрагивающими интересы широких масс или общества в целом. Оно осуществляется на основании законодательства страны. В соответствии с п.4 ст.3 федерального закона «Об организации страхового дела в Российской Федерации», условия и порядок осуществления конкретных видов обязательного страхования определяются федеральными законами о конкретных видах обязательного страхования. Федеральный закон о конкретном виде обязательного страхования должен содержать ряд условий, в том числе размер, структуру и порядок определения страхового тарифа, срок и порядок уплаты страховой премии и др. Расходы, связанные с осуществлением обязательного страхования, относятся на себестоимость производимой продукции.